# Zielonka
Zielonka là một thị trấn thuộc huyện Wołomiński, tỉnh Mazowieckie ở trung-đông Ba Lan. Thị trấn có diện tích 79 km². Đến ngày 1 tháng 1 năm 2011, dân số của thị trấn là 17464 người và mật độ 220 người/km².